# Hermannia auricoma
Hermannia auricoma är en malvaväxtart som först beskrevs av Szyszyl., och fick sitt nu gällande namn av Karl Moritz Schumann. Hermannia auricoma ingår i släktet Hermannia och familjen malvaväxter. Inga underarter finns listade i Catalogue of Life.